# Lacón
El lacón (del llatí lacca) és una classe de pernil típic de Galícia. Procedeix principalment de les extremitats davanteres dels porcs i especialment de les races Celta, Large White, Landrace i Duroc.
El porc es sacrifica amb sis mesos d'edat com a mínim i amb no menys de 90 kg de pes.
El seu procés d'elaboració és semblant a l'emprat per al pernil curat però és més breu, amb trenta-cinc dies de durada amb les etapes de salat de la peça, rentat per eliminar-ne la sal, assentat i assecat o madurat. No s'hi aplica el procediment de fumat. El seu pes oscil·la entre els 3 i 5 kg.
Presenta més greix i menys proteïna que el pernil curat.
Des de 1997, està reconeguda la denominació específica de Lacón Galego per la Xunta de Galicia, des del 1998 ratificada pel Ministeri d'Agricultura de l'estat Espanyol, i a partir del 2001, reconeguda amb el segell de indicació geogràfica protegida de Lacón Galego de la UE.